# Službenički sud Europske unije
Službenički sud Europske unije (engl. European Union Civil Service Tribunal) je specijalizirani sud unutar Suda Europske unije. Osnovan je 2. prosinca 2005. godine, a sjedište mu je u Luxembourgu. Prestao je postojati 1. rujna 2016. godine.
Vijeće Europske unije usvojilo je 2. studenog 2004. odluku o osnivanju Službeničkog suda Europske unije. Novi specijalizirani sud, koji se sastojao od sedam sudaca koji su se birali na 6 godina, odlučivao je u sporovima između Europske unije i njezinih službenika, za koje je do 2005. godine bio nadležan Opći sud. Postojala je mogućnost žalbe na odluke Suda samo pred Općim sudom te, u iznimnim slučajevima, mogućnost revizije od strane Europskog suda.

## Vanjske poveznice
- Službene stranice